# Lista de vereadores de Chopinzinho
Esta é a lista de vereadores do município paranaense de Chopinzinho, estado brasileiro do Paraná.
A Câmara Municipal de Chopinzinho, é formada por nove representantes.

## 16ª Legislatura (2021–2024)
Estes são os vereadores eleitos nas eleições de 15 de novembro de 2020, pelo período de 1° de janeiro de 2021 a 31 de dezembro de 2024:
|   | Nome                                                            | Partido                                | Votos | %    | Observações |
| - | --------------------------------------------------------------- | -------------------------------------- | ----- | ---- | ----------- |
| 1 | Ênio Valdir Ceni (2021-2022) (Chopinzinho, 03.07.1954–)         | Partido Trabalhista Brasileiro (PTB)   | 909   | 7,22 | 1º mandato  |
| 2 | Lídia Posso Simionato (Coronel Vivida, 16.11.1978–)             | Republicanos (REP)                     | 692   | 5,50 | 1º mandato  |
| 3 | Paulo César da Rosa (Coronel Vivida, 14.11.1982–)               | Partido Verde (PV)                     | 583   | 4,63 | 1º mandato  |
| 4 | Saimon Roberto Miri (São João, 02.05.1985–)                     | Partido Liberal (PL)                   | 528   | 4,19 | 1º mandato  |
| 5 | Prof. Ivo Patel (Chopinzinho, 08.09.1971–)                      | Partido Social Democrático (PSD)       | 455   | 3,16 | 1º mandato  |
| 6 | Nereu Hengen (Chopinzinho, 14.05.1974–)                         | Movimento Democrático Brasileiro (MDB) | 361   | 2,87 | 2º mandato  |
| 7 | José Carlos Martini, Zico (Chopinzinho, 09.05.1977–)            | Solidariedade (SD)                     | 351   | 2,79 | 1º mandato  |
| 8 | Osmar Checchi (2023-2024) (Lebon Régis, 06.12.1948–)            | Movimento Democrático Brasileiro (MDB) | 338   | 2,69 | 1º mandato  |
| 9 | Pedro Reinaldo de Oliveira, Pedrinho (Chopinzinho, 29.06.1979–) | Partido Social Democrático (PSD)       | 309   | 2,45 | 1º mandato  |

## 15ª Legislatura (2017–2020)
Estes são os vereadores eleitos nas eleições de 2 de outubro de 2016, pelo período de 1° de janeiro de 2017 a 31 de dezembro de 2020:
|   | Nome                                                                    | Partido                                            | Votos | %    | Observações                |
| - | ----------------------------------------------------------------------- | -------------------------------------------------- | ----- | ---- | -------------------------- |
| 1 | Daniel Zanesco (Chopinzinho, 31.01.1988–)                               | Partido da Mobilização Nacional (PMN)              | 981   | 7,78 | 1° Secretário 1º mandato   |
| 2 | Édina Accorsi (Chopinzinho, 05.10.1985–)                                | Partido Verde (PV)                                 | 949   | 7,53 | 2º mandato                 |
| 3 | Leonides Moser (2017-2018) (Benedito Novo, 02.08.1947–)                 | Partido da República (PR)                          | 806   | 6,40 | 7º mandato                 |
| 4 | José Ângelo Foppa, Zé Foppa (Coronel Vivida, 26.01.1968–)               | Partido do Movimento Democrático Brasileiro (PMDB) | 757   | 6,01 | 3º mandato                 |
| 5 | Jacir Francisco Salmória (Francisco Beltrão, 29.01.1962–)               | Partido do Movimento Democrático Brasileiro (PMDB) | 682   | 5,41 | 2º mandato                 |
| 6 | Marcos Monteiro (Chopinzinho, 23.08.1980–)                              | Partido da Social Democracia Brasileira (PSDB)     | 619   | 4,91 | 2° Secretário 2º mandato   |
| 7 | Nereu Hengen (Chopinzinho, 14.05.1974–)                                 | Solidariedade (SD)                                 | 593   | 4,71 | 1º mandato                 |
| 8 | Rogério Pereira dos Santos, (Preto) (2019-2020) (Corbélia, 18.11.1973–) | Partido Social Cristão (PSC)                       | 586   | 4,65 | 1º mandato                 |
| 9 | Claudemir Malage (Chopinzinho, 19.12.1979–)                             | Partido Social Democrático (PSD)                   | 524   | 4,16 | Vice-presidente 2º mandato |

## 14ª Legislatura (2013–2016)
Estes são os vereadores eleitos nas eleições de 7 de outubro de 2012, pelo período de 1° de janeiro de 2013 a 31 de dezembro de 2016:
|   | Nome                                                        | Partido                                            | Votos | %    | Observações                |
| - | ----------------------------------------------------------- | -------------------------------------------------- | ----- | ---- | -------------------------- |
| 1 | Aldecir Luiz Pan, Magrão (Erechim, 01.06.1962–)             | Partido Democrático Trabalhista (PDT)              | 1.047 | 8,09 | Vice-presidente 1º mandato |
| 2 | Valmor Teles Mendes, Queixinho (Dois Vizinhos, 07.10.1969–) | Partido Social Cristão (PSC)                       | 895   | 6,91 | 1º mandato                 |
| 3 | Édina Accorsi (Chopinzinho, 05.10.1985–)                    | Partido Verde (PV)                                 | 843   | 6,51 | 1º mandato                 |
| 4 | Marcos Monteiro (2015-2016) (Chopinzinho, 23.08.1980–)      | Partido da Social Democracia Brasileira (PSDB)     | 797   | 6,15 | 1° Secretário 1º mandato   |
| 5 | Amarildo Secco (2013-2014) (Tapejara, 06.08.1970–)          | Partido dos Trabalhadores (PT)                     | 774   | 5,98 | 1º mandato                 |
| 6 | Claudemir Malage (Chopinzinho, 19.12.1979–)                 | Partido Social Democrático (PSD)                   | 770   | 5,95 | 1º mandato                 |
| 7 | Alceu João Ferreira de Souza (Coronel Vivida, 19.06.1967–)  | Partido Progressista (PP)                          | 743   | 5,74 | 2° Secretário 1º mandato   |
| 8 | Professor Leonides Moser (Benedito Novo, 02.08.1947–)       | Partido da República (PR)                          | 730   | 5,64 | 6º mandato                 |
| 9 | Jacir Francisco Salmória (Francisco Beltrão, 29.01.1962–)   | Partido do Movimento Democrático Brasileiro (PMDB) | 588   | 4,54 | 1º mandato                 |

## 13ª Legislatura (2009–2012)
Estes são os vereadores eleitos nas eleições de 5 de outubro de 2008, pelo período de 1° de janeiro de 2009 a 31 de dezembro de 2012:
|   | Nome                                                         | Partido                                        | Votos | %     | Observações                                           |
| - | ------------------------------------------------------------ | ---------------------------------------------- | ----- | ----- | ----------------------------------------------------- |
| 1 | Rogério Masetto (2009-2010) (Francisco Beltrão, 24.03.1971–) | Partido Democrático Trabalhista (PDT)          | 1.645 | 13,31 | 2º mandato                                            |
| 2 | Jurandir Martinelli (Chopinzinho, 27.08.1973–)               | Partido Progressista (PP)                      | 1.300 | 10,52 | 2º mandato                                            |
| 3 | André Ademir Ghidin (Chopinzinho, 13.08.1974–)               | Partido Progressista (PP)                      | 1.168 | 9,45  | Vice-presidente 1º mandato                            |
| 4 | Wisland Schneider (Chopinzinho, 23.01.1984–)                 | Democratas (DEM)                               | 967   | 7,82  | 1° Secretário 1º mandato                              |
| 5 | Neide Maria Gasparetto Pasquali (São João, 24.03.1962–)      | Partido da Social Democracia Brasileira (PSDB) | 862   | 6,97  | 1º mandato                                            |
| 6 | Leonides Moser (Benedito Novo, 02.08.1947–)                  | Partido da República (PR)                      | 842   | 6,81  | 2° Secretário 5º mandato                              |
| 7 | Paulo Odir Minuzzi, Paulinho (Chopinzinho, 08.05.1968–)      | Partido da Social Democracia Brasileira (PSDB) | 692   | 5,60  | 2º mandato                                            |
| 8 | Alcindo dos Santos (Chopinzinho, 04.03.1958–)                | Partido da Social Democracia Brasileira (PSDB) | 582   | 4,71  | 1º mandato Cassado o mandato em abril/2009            |
| — | Antonio De March (2011-2012) (Urussanga, 03.12.1948–)        | Partido Democrático Trabalhista (PDT)          | 529   | 4,28  | 3º mandato Assumiu pós cassação de Alcindo dos Santos |
| 9 | Professor Vanderlei Carlos Verdi (Chopinzinho, 30.11.1973–)  | Partido dos Trabalhadores (PT)                 | 528   | 4,27  | 1º mandato                                            |

## 12ª Legislatura (2005–2008)
Estes são os vereadores eleitos nas eleições de 3 de outubro de 2004, pelo período de 1° de janeiro de 2005 a 31 de dezembro de 2008:
|   | Nome                                                         | Partido                                            | Votos | %    | Observações                                   |
| - | ------------------------------------------------------------ | -------------------------------------------------- | ----- | ---- | --------------------------------------------- |
| 1 | Rogério Masetto (2007-2008) (Francisco Beltrão, 24.03.1971–) | Partido Democrático Trabalhista (PDT)              | 1.027 | 8,14 | 1º mandato                                    |
| 2 | Leomar Bolzani (Pato Branco, 06.09.1975–)                    | Partido Democrático Trabalhista (PDT)              | 826   | 6,54 | 1º mandato                                    |
| 3 | Paulo Odir Minuzzi, Paulinho (Chopinzinho, 08.05.1968–)      | Partido da Social Democracia Brasileira (PSDB)     | 722   | 5,72 | 2º Secretário 1º mandato                      |
| 4 | Carlos Nei Ceni (Chapecó, 04.04.1956–)                       | Partido Comunista do Brasil (PCdoB)                | 693   | 5,49 | 4º mandato                                    |
| 5 | Leonides Moser (2005-2006) (Benedito Novo, 02.08.1947–)      | Partido Liberal (PL)                               | 658   | 5,21 | 4º mandato                                    |
| 6 | Stanley Dalmut (Pato Branco, 04.02.1967–)                    | Partido da Frente Liberal (PFL)                    | 601   | 4,76 | 1º Secretário 1º mandato                      |
| 7 | Adalberto Maximino Secchi - Beiço (Chopinzinho, 25.07.1965–) | Partido Trabalhista Brasileiro (PTB)               | 569   | 4,51 | 4º mandato                                    |
| 8 | Antonio De March (Urussanga, 03.12.1948–)                    | Partido Democrático Trabalhista (PDT)              | 547   | 4,33 | Vice-Presidente 2º mandato                    |
| — | Jurandir Martinelli (Chopinzinho, 27.08.1973–)               | Partido Progressista (PP)                          | 540   | 4,28 | 1º mandato Assumiu no lugar de Leomar Bolzani |
| 9 | Idevaldo Peretti (Ibicaré, 25.04.1963–)                      | Partido do Movimento Democrático Brasileiro (PMDB) | 419   | 3,32 | 2º mandato                                    |

## 11ª Legislatura (2001–2004)
Estes são os vereadores eleitos nas eleições de 1º de outubro de 2000, pelo período de 1° de janeiro de 2001 a 31 de dezembro de 2004:
|    | Nome                                                                           | Partido                                            | Votos | %    | Observações                |
| -- | ------------------------------------------------------------------------------ | -------------------------------------------------- | ----- | ---- | -------------------------- |
| 1  | Leonides Moser (Benedito Novo, 02.08.1947–)                                    | Partido Democrático Trabalhista (PDT)              | 698   | 6,27 | 3º mandato                 |
| 2  | Euclides José Cenci (Rondinha, 08.04.1951–)                                    | Partido da Social Democracia Brasileira (PSDB)     | 692   | 6,21 | 1º mandato                 |
| 3  | Antonio de March (Urussanga, 03.12.1948–)                                      | Partido Democrático Trabalhista (PDT)              | 678   | 6,09 | 1º mandato                 |
| 4  | Damiano Szymczak (Mallet, 26.05.1952–)                                         | Partido do Movimento Democrático Brasileiro (PMDB) | 675   | 6,06 | 1º Secretário 2º mandato   |
| 5  | Vilmar Battistuz (??, 25.04.1961–)                                             | Partido Progressista Brasileiro (PPB)              | 630   | 5,66 | 1º mandato                 |
| 6  | Delair Vilmar Ambrosini (??, 04.04.1947–)                                      | Partido da Social Democracia Brasileira (PSDB)     | 595   | 5,34 | 4º mandato                 |
| 7  | Ilário Ceni (2001-2002) (Erechim, 21.01.1945–)                                 | Partido Trabalhista Brasileiro (PTB)               | 515   | 4,63 | 3º mandato                 |
| 8  | Paulina Debona Cenci, Dona Paula (Sarandi, 10.12.1934–Chopinzinho, 22.04.2018) | Partido da Frente Liberal (PFL)                    | 476   | 4,28 | 2º Secretária 1º mandato   |
| 9  | Eroides da Costa Tavares (Chopinzinho, 04.05.1950–)                            | Partido Trabalhista Brasileiro (PTB)               | 468   | 4,20 | Vice-presidente 1º mandato |
| 10 | Idevaldo Peretti (Ibicaré, 25.04.1963–)                                        | Partido Trabalhista Brasileiro (PTB)               | 467   | 4,19 | 1º mandato                 |
| 11 | Adalberto Maximino Secchi (2003-2004) (Chopinzinho, 25.07.1965–)               | Partido Trabalhista Brasileiro (PTB)               | 420   | 3,77 | 3º mandato                 |

## 10ª Legislatura (1997–2000)
Estes são os vereadores eleitos nas eleições de 3 de outubro de 1996, pelo período de 1° de janeiro de 1997 a 31 de dezembro de 2000:
|    | Nome                                                  | Partido                                            | Votos | %    | Observações                |
| -- | ----------------------------------------------------- | -------------------------------------------------- | ----- | ---- | -------------------------- |
| 1  | Leonides Moser (Benedito Novo, 02.08.1947–)           | Partido Democrático Trabalhista (PDT)              | 877   | 8,10 | 1º Secretário 2º mandato   |
| 2  | Adalberto Maximino Secchi (Chopinzinho, 25.07.1965–)  | Partido Trabalhista Brasileiro (PTB)               | 687   | 6,34 | 2º mandato                 |
| 3  | Damiano Szymczak (Mallet, 26.05.1952–)                | Partido do Movimento Democrático Brasileiro (PMDB) | 605   | 5,59 | 2º Secretário 1º mandato   |
| 4  | Edmundo Caetano Pinto (??, 29.12.1949–05.2022)        | Partido do Movimento Democrático Brasileiro (PMDB) | 600   | 5,50 | 3º mandato                 |
| 5  | José Lemes Pompeu da Silva (??, 05.07.1958–)          | Partido Trabalhista Brasileiro (PTB)               | 568   | 5,24 | Vice-presidente 1º mandato |
| 6  | Delair Vilmar Ambrosini (1999-2000) (??, 04.04.1947–) | Partido da Frente Liberal (PFL)                    | 562   | 5,19 | 3º mandato                 |
| 7  | Theodorico Colussi (??, 22.04.1936–)                  | Partido do Movimento Democrático Brasileiro (PMDB) | 545   | 5,03 | 1º mandato                 |
| 8  | José Ângelo Foppa (Coronel Vivida, 26.01.1968–)       | Partido da Social Democracia Brasileira (PSDB)     | 523   | 4,83 | 2º mandato                 |
| 9  | Odacir Giaretta (??, 28.03.1954–)                     | Partido Progressista Brasileiro (PPB)              | 520   | 4,80 | 1º mandato                 |
| 10 | Ari Dalacosta (1997-1998) (??, 14.04.1956–)           | Partido Trabalhista Brasileiro (PTB)               | 518   | 4,78 | 2º mandato                 |
| 11 | Celito José Ceni (??, 1949–)                          | Partido dos Trabalhadores (PT)                     | 473   | 4,37 | 1º mandato                 |

## 9ª Legislatura (1993–1996)
Estes são os vereadores eleitos nas eleições de 3 de outubro de 1992, pelo período de 1° de janeiro de 1993 a 31 de dezembro de 1996:
|    | Nome                                                 | Partido                                            | Votos | Observações                |
| -- | ---------------------------------------------------- | -------------------------------------------------- | ----- | -------------------------- |
| 1  | Leonides Moser (Benedito Novo, 02.08.1947–)          | Partido Democrático Trabalhista (PDT)              | 972   | 1º mandato                 |
| 2  | Volmir Antonio Faedo (1995-1996) (??, 15.05.1957–)   | Partido da Frente Liberal (PFL)                    | 633   | 3º mandato                 |
| 3  | Ari Dalacosta (??, 14.04.1956–)                      | Partido do Movimento Democrático Brasileiro (PMDB) | 617   | 2º Secretário 1º mandato   |
| 4  | Delair Vilmar Ambrosini (??, 04.04.1947–)            | Partido da Frente Liberal (PFL)                    | 590   | 2º mandato                 |
| 5  | Ilário Ceni (Erechim, 21.01.1945–)                   | Partido Trabalhista Brasileiro (PTB)               | 579   | 2º mandato                 |
| 6  | Ivo Chechelski (1993-1994) (Concórdia, 04.01.1948–)  | Partido do Movimento Democrático Brasileiro (PMDB) | 490   | 2º mandato                 |
| 7  | Marlene Bernardete Dalcin Schnaider                  | Partido Trabalhista Brasileiro (PTB)               | 478   | 1º mandato                 |
| 8  | José Ângelo Foppa (Coronel Vivida, 26.01.1968–)      | Partido Social Trabalhista (PST)                   | 445   | 1º mandato                 |
| 9  | Sabino Zanotto                                       | Partido Democrata Cristão (PDC)                    | 430   | Vice-presidente 3º mandato |
| 10 | Adalberto Maximino Secchi (Chopinzinho, 25.07.1965–) | Partido do Movimento Democrático Brasileiro (PMDB) | 411   | 1º mandato                 |
| 11 | Gervásio Elias Scolaro                               | Partido do Movimento Democrático Brasileiro (PMDB) | 364   | 1º Secretário 1º mandato   |

## 8ª Legislatura (1989–1992)
Estes são os vereadores eleitos nas eleições de 15 de novembro de 1988, pelo período de 1° de janeiro de 1989 a 31 de dezembro de 1992:
|   | Nome                                                               | Partido                                            | Votos | Observações                |
| - | ------------------------------------------------------------------ | -------------------------------------------------- | ----- | -------------------------- |
| 1 | Juarez Luiz Pompeu da Silva (1989-1990) (Chopinzinho, 06.01.1953–) | Partido do Movimento Democrático Brasileiro (PMDB) | 888   | 1º mandato                 |
| 2 | Walmir Badalotti (1991-1992) (??, 1954–)                           | Partido do Movimento Democrático Brasileiro (PMDB) | 785   | 1º Secretário 1º mandato   |
| 3 | Luiz Giacomini (Salto Veloso, 19.07.1944–)                         | Partido do Movimento Democrático Brasileiro (PMDB) | 667   | 2º Secretário 1º mandato   |
| 4 | Sabino Zanotto                                                     | Partido do Movimento Democrático Brasileiro (PMDB) | 660   | 2º mandato                 |
| 5 | Volmir Antonio Faedo (??, 15.05.1957–)                             | Partido da Frente Liberal (PFL)                    | 586   | 2º mandato                 |
| 6 | Carlos Nei Ceni (Chapecó, 04.04.1956–)                             | Partido do Movimento Democrático Brasileiro (PMDB) | 583   | Vice-presidente 3º mandato |
| 7 | Ivo Chechelski (Concórdia, 04.01.1948–)                            | Partido da Frente Liberal (PFL)                    | 432   | 1º mandato                 |
| 8 | Vanderlei José Cenci (Sarandi, 04.04.1960–)                        | Partido Democrático Social (PDS)                   | 412   | 1º mandato                 |
| 9 | Érico Schneider (Cruzeiro, 17.04.1944–Chopinzinho, 06.07.2016)     | Partido Democrático Social (PDS)                   | 377   | 3º mandato                 |

## 7ª Legislatura (1983–1988)
Estes são os vereadores eleitos nas eleições de 15 de novembro de 1982, pelo período de 2 de fevereiro de 1983 a 31 de dezembro de 1988:
|   | Nome                                                       | Partido                                            | Votos | Observações                |
| - | ---------------------------------------------------------- | -------------------------------------------------- | ----- | -------------------------- |
| 1 | Jacir Bombonato Machado (??, 12.07.1944–)                  | Partido Democrático Social (PDS)                   | 777   | 1º mandato                 |
| 2 | Ilário Ceni (1987-1988) (Erechim, 21.01.1945–)             | Partido do Movimento Democrático Brasileiro (PMDB) | 777   | 1º mandato                 |
| 3 | Aldécio Bavaresco                                          | Partido do Movimento Democrático Brasileiro (PMDB) | 769   | 1º Secretário 1º mandato   |
| 4 | Sabino Zanotto (1985-1986)                                 | Partido do Movimento Democrático Brasileiro (PMDB) | 676   | Vice-presidente 1º mandato |
| 5 | Cândido Oss                                                | Partido do Movimento Democrático Brasileiro (PMDB) | 545   | 2º Secretário 1º mandato   |
| 6 | Edmundo Caetano Pinto (1983-1984) (??, 29.12.1949–05.2022) | Partido do Movimento Democrático Brasileiro (PMDB) | 533   | 2º mandato                 |
| 7 | Volmir Antonio Faedo (??, 15.05.1957–)                     | Partido Democrático Social (PDS)                   | 424   | 1º mandato                 |
| 8 | Ademir Gotardo Scariot                                     | Partido Democrático Social (PDS)                   | 423   | 1º mandato                 |
| 9 | Adelmir Pivatto                                            | Partido Democrático Social (PDS)                   | 398   | 1º mandato                 |

## 6ª Legislatura (1977–1982)
Estes são os vereadores eleitos nas eleições de 15 de novembro de 1976, pelo período de 31 de janeiro de 1977 a 31 de janeiro de 1983:
|   | Nome                                                  | Partido                                | Votos | Observações                                       |
| - | ----------------------------------------------------- | -------------------------------------- | ----- | ------------------------------------------------- |
| 1 | Gentil Giacomini (Salto Veloso, 19.07.1944–)          | Movimento Democrático Brasileiro (MDB) | 645   | 1º mandato                                        |
| 2 | Tranquilo Fávero (Videira, 1939–)                     | Movimento Democrático Brasileiro (MDB) | 642   | 1º mandato                                        |
| 3 | Natal Feuber                                          | Aliança Renovadora Nacional (ARENA)    | 632   | 2º Secretário 1º mandato                          |
| 4 | João Luiz Siqueira                                    | Aliança Renovadora Nacional (ARENA)    | 561   | 2º mandato                                        |
| 5 | Érico Schneider (1978)                                | Aliança Renovadora Nacional (ARENA)    | 548   | 2º mandato                                        |
| 6 | Delair Vilmar Ambrosini (1979-1982) (??, 04.04.1947–) | Aliança Renovadora Nacional (ARENA)    | 547   | Vice-presidente 1º mandato                        |
| 7 | Edison Sauer                                          | Aliança Renovadora Nacional (ARENA)    | 489   | 1º Secretário 2º mandato                          |
| 8 | Albino Scolaro                                        | Movimento Democrático Brasileiro (MDB) | 468   | 1º mandato                                        |
| — | Áurea Conte Matte                                     | Aliança Renovadora Nacional (ARENA)    | 457   | 1º mandato Assumiu no lugar de João Luiz Siqueira |
| 9 | Edmundo Caetano Pinto (??, 29.12.1949–05.2022)        | Movimento Democrático Brasileiro (MDB) | 456   | 1º mandato                                        |

## 5ª Legislatura (1973–1977)
Estes são os vereadores eleitos nas eleições de 15 de novembro de 1972, pelo período de 31 de janeiro de 1973 a 31 de janeiro de 1977:
|   | Nome                                                                    | Partido                             | Votos | Observações                |
| - | ----------------------------------------------------------------------- | ----------------------------------- | ----- | -------------------------- |
| 1 | Angelin Orio                                                            | Aliança Renovadora Nacional (ARENA) | 748   | 1º mandato                 |
| 2 | Érico Schneider (1975-1977)                                             | Aliança Renovadora Nacional (ARENA) | 688   | 1º Secretário 1º mandato   |
| 3 | Pedro Somensi                                                           | Aliança Renovadora Nacional (ARENA) | 575   | 1º mandato                 |
| 4 | Libório Forlin (1973-1974) (Videira, 1932–Pato Branco, 31.05.2019)      | Aliança Renovadora Nacional (ARENA) | 475   | 2º mandato                 |
| 5 | Alcides Domingos Basso                                                  | Aliança Renovadora Nacional (ARENA) | 475   | 1º mandato                 |
| 6 | Armando Plácido Battistuz (Erechim, 05.10.1932–Chopinzinho, 07.05.2022) | Aliança Renovadora Nacional (ARENA) | 449   | 1º mandato                 |
| 7 | Nery Nissola                                                            | Aliança Renovadora Nacional (ARENA) | 377   | Vice-presidente 1º mandato |
| 8 | André Jacob Kreuz                                                       | Aliança Renovadora Nacional (ARENA) | 338   | 2º Secretário 1º mandato   |
| 9 | Ironi Bordim                                                            | Aliança Renovadora Nacional (ARENA) | 287   | 1º mandato                 |

## 4ª Legislatura (1969–1972)
Estes são os vereadores eleitos nas eleições de 15 de novembro de 1968, pelo período de 31 de janeiro de 1969 a 31 de janeiro de 1973:
|   | Nome                                                   | Partido                                | Votos | Observações                |
| - | ------------------------------------------------------ | -------------------------------------- | ----- | -------------------------- |
| 1 | Carlos Francisco Cenci (1969) e (1971-1972)            | Aliança Renovadora Nacional (ARENA)    | 413   | 2º mandato                 |
| 2 | Vicente Mücke Júnior (1970)                            | Aliança Renovadora Nacional (ARENA)    | 411   | Vice-presidente 2º mandato |
| 3 | Eurydes Ceni                                           | Aliança Renovadora Nacional (ARENA)    | 301   | 1º mandato                 |
| 4 | Vicente Guiomar Reichert                               | Aliança Renovadora Nacional (ARENA)    | 291   | 1º mandato                 |
| 5 | Libório Forlin (Videira, 1932–Pato Branco, 31.05.2019) | Aliança Renovadora Nacional (ARENA)    | 277   | 1º mandato                 |
| 6 | Altevir Reisemberg Filho                               | Movimento Democrático Brasileiro (MDB) | 267   | 1º mandato                 |
| 7 | Avelino Dalla Costa                                    | Aliança Renovadora Nacional (ARENA)    | 265   | 2º Secretário 1º mandato   |
| 8 | João Luiz Siqueira                                     | Aliança Renovadora Nacional (ARENA)    | 246   | 1º mandato                 |
| 9 | Augusto Sguissardi (??, 1930–Guarapuava, 09.2010)      | Movimento Democrático Brasileiro (MDB) | 195   | 1º Secretário 2º mandato   |

## 3ª Legislatura (1963–1969)
Estes são os vereadores eleitos nas eleições de 6 de outubro de 1963, pelo período de 14 de dezembro de 1963 a 31 de janeiro de 1969:
|   | Nome                                                          | Partido                              | Votos | Observações                                 |
| - | ------------------------------------------------------------- | ------------------------------------ | ----- | ------------------------------------------- |
| 1 | João Inácio Thomas (1964)                                     | Partido Democrata Cristão (PDC)      | 276   | 1º mandato                                  |
| 2 | Augusto Sguissardi (1965-1968) (??, 1930–Guarapuava, 09.2010) | Partido Trabalhista Brasileiro (PTB) | 265   | Vice-presidente 1º mandato                  |
| 3 | Casemiro Ceni                                                 | Partido Social Democrático (PSD)     | 211   | 2º Secretário 1º mandato                    |
| 4 | Adir Borelle                                                  | Partido Social Democrático (PSD)     | 142   | 1º mandato                                  |
| 5 | Carlos Francisco Cenci                                        | [Partido Democrata Cristão (PDC)     | 130   | 1º mandato                                  |
| 6 | Pedro Caetano Pinto                                           | Partido Social Democrático (PSD)     | 130   | 1º mandato                                  |
| 7 | Elys Alves de Oliveira                                        | Partido Trabalhista Brasileiro (PTB) | 126   | 1º Secretário 1º mandato                    |
| 8 | Horácio Tavares                                               | Partido Social Democrático (PSD)     | 123   | 1º mandato                                  |
| 9 | Vicente Mücke Júnior (Cruz Machado, 12.07.1939–)              | [Partido Democrata Cristão (PDC)     | 123   | 1º mandato                                  |
| — | Luiz Zanatto Grezzana                                         | Partido Social Democrático (PSD)     | 104   | 2º mandato Assumiu no lugar de Adir Borelle |

## 2ª Legislatura (1959–1963)
Estes são os vereadores eleitos nas eleições de 4 de outubro de 1959, pelo período de 14 de dezembro de 1959 a 14 de dezembro de 1963:
|   | Nome                                                            | Partido                              | Votos | Observações                                 |
| - | --------------------------------------------------------------- | ------------------------------------ | ----- | ------------------------------------------- |
| 1 | Mário Ceni                                                      | Partido Social Democrático (PSD)     | 289   | 1º mandato                                  |
| 2 | Miguel Ilkiu (1960-1961)                                        | Partido Trabalhista Brasileiro (PTB) | 136   | 1º mandato                                  |
| 3 | Luiz Zanatto Grezzana                                           | Partido Social Democrático (PSD)     | 125   | 1º mandato                                  |
| 4 | Edmundo Hartmann (Passo Fundo, 27.09.1923–São João, 13.07.1993) | União Democrática Nacional (UDN)     | 110   | 1º mandato                                  |
| 5 | Genésio Nogueira Silva                                          | União Democrática Nacional (UDN)     | 109   | 2º Secretário 1º mandato                    |
| 6 | Ângelo Verardo (1962-1963)                                      | Partido Social Democrático (PSD)     | 97    | 1º mandato                                  |
| 7 | Adir Borelle                                                    | Partido Social Democrático (PSD)     | 95    | 1º mandato                                  |
| — | Miguel Procópio Kurpel                                          | Partido Social Democrático (PSD)     | 88    | 1º mandato Assumiu no lugar de Adir Borelle |
| 8 | Estevão Pires Carneiro                                          | Partido Trabalhista Brasileiro (PTB) | 80    | 1º Secretário 1º mandato                    |
| 9 | Guilherme Bocalon                                               | Partido Trabalhista Brasileiro (PTB) | 77    | 1º mandato                                  |

## 1ª Legislatura (1955–1959)
Estes são os vereadores eleitos nas eleições de 3 de outubro de 1955, pelo período de 14 de dezembro de 1955 a 14 de dezembro de 1959:
|   | Nome                                                    | Partido                              | Votos | Observações                |
| - | ------------------------------------------------------- | ------------------------------------ | ----- | -------------------------- |
| 1 | José Dalmaso Bueno                                      | Partido Social Democrático (PSD)     | 94    | Vice-presidente 1º mandato |
| 2 | Olímpo Albrecht Augustin (??, 1928–Guarapuava, 09.2010) | Partido Social Democrático (PSD)     | 75    | 2º Secretário 1º mandato   |
| 3 | Pedro Fachin Filho                                      | Partido Social Democrático (PSD)     | 72    | 1º mandato                 |
| 4 | Olival Pinto Chichorro (1955-1959)                      | Partido Social Democrático (PSD)     | 65    | 1º mandato                 |
| 5 | Alcino de Oliveira                                      | Partido Republicano (PR)             | 59    | 1º mandato                 |
| 6 | Francisco José Zuconelli                                | Partido Social Democrático (PSD)     | 52    | 1º mandato                 |
| 7 | Antonio José Fogaça                                     | Partido Republicano (PR)             | 50    | 1º mandato                 |
| 8 | Odlavir Ariovaldo Machado                               | Partido Social Progressista (PSP)    | 46    | 1º mandato                 |
| 9 | Zacharias Camargo                                       | Partido Trabalhista Brasileiro (PTB) | 37    | 1º Secretário 1º mandato   |

## Lista por número de mandatos
| Mandatos | Vereador                | Legislaturas                      |
| -------- | ----------------------- | --------------------------------- |
| 7        | Leonides Moser          | 9°, 10°, 11°, 12°, 13°, 14° e 15° |
| 4        | Adalberto Secchi        | 9°, 10°, 11° e 12°                |
| 4        | Delair Vilmar Ambrosini | 6°, 9°, 10° e 11°                 |
| 3        | Antonio De March        | 11°, 12° e 13°                    |
| 3        | José Foppa              | 9°, 10° e 15°                     |
| 3        | Ilário Ceni             | 7°, 9° e 11°                      |
| 3        | Sabino Zanotto          | 7°, 8° e 9°                       |
| 3        | Volmir Antonio Faedo    | 7°, 8° e 9°                       |
| 3        | Edmundo Caetano Pinto   | 6°, 7° e 10°                      |
| 3        | Érico Schneider         | 5°, 6° e 8°                       |
| 2        | Nereu Hengen            | 15° e 16°                         |
| 2        | Claudemir Malage        | 14° e 15°                         |
| 2        | José Francisco Salmoria | 14° e 15°                         |
| 2        | Édina Accorsi           | 14° e 15°                         |
| 2        | Marcos Monteiro         | 14° e 15°                         |
| 2        | Jurandir Martinelli     | 12° e 13°                         |
| 2        | Paulo Odir Minuzzi      | 12° e 13°                         |
| 2        | Idevaldo Peretti        | 11° e 12°                         |
| 2        | Damiano Szimczak        | 10° e 11°                         |
| 2        | Ari Dalacosta           | 9° e 10°                          |
| 2        | Carlos Nei Ceni         | 8° e 12°                          |
| 2        | Ivo Chechelski          | 8° e 9°                           |
| 2        | Libório Forlin          | 4° e 5°                           |
| 2        | João Luiz Siqueira      | 4° e 6°                           |
| 2        | Augusto Sguissardi      | 3° e 4°                           |
| 2        | Carlos Francisco Cenci  | 3° e 4°                           |
| 2        | Vicente Mücke Júnior    | 3° e 4°                           |
| 2        | Luiz Zanotto Grezzana   | 2° e 3°                           |

## Legenda
| cor  | significado          |
| Bege | Presidente da Câmara |
| Azul | Suplente             |